# Сверхлёгкая авиация

Авиетка или Авиамотоциклетка.

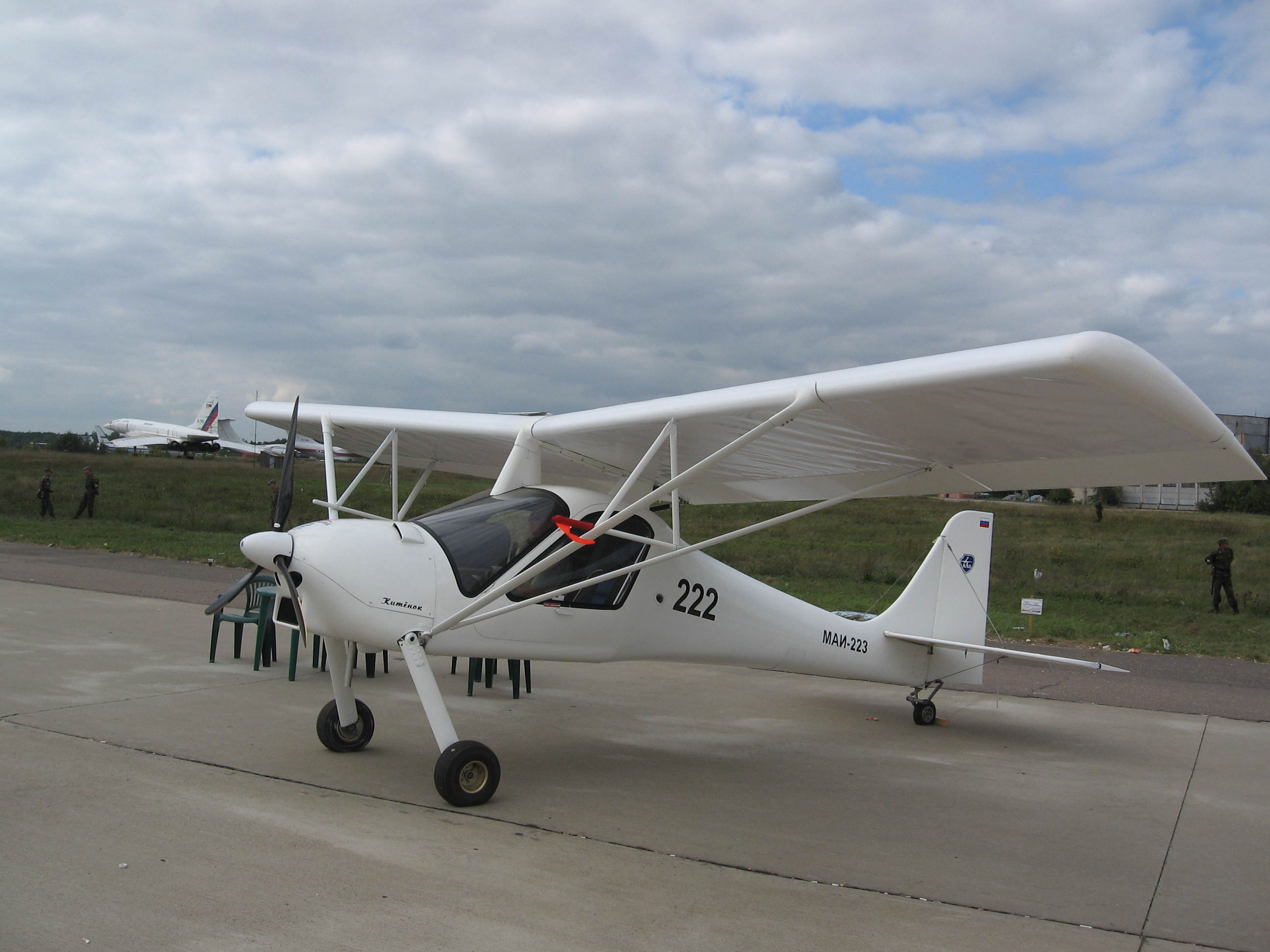
Сверхлёгкий самолёт МАИ-223.

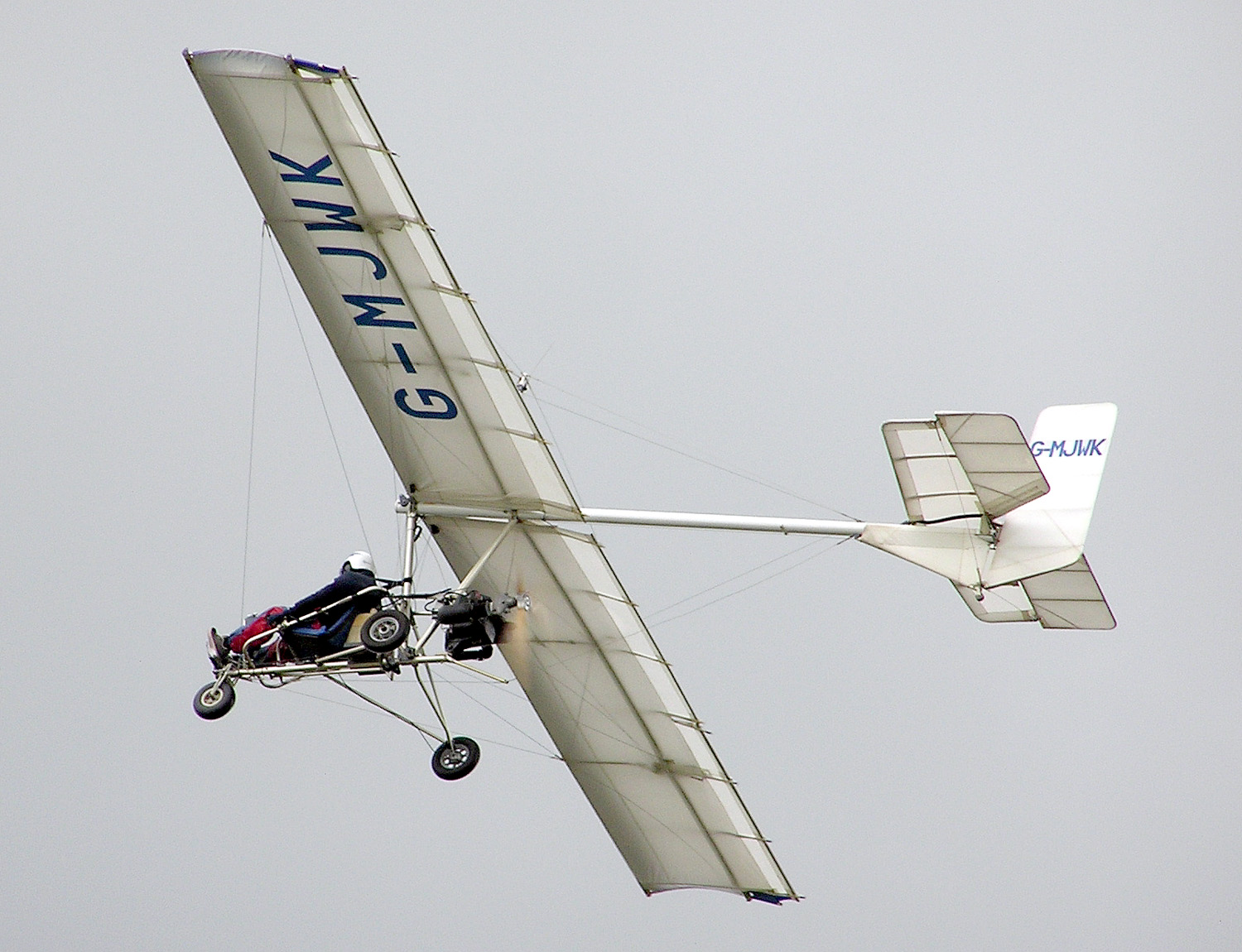
Сверхлёгкий самолёт Huntair Pathfinder Mark 1.

Сверхлёгкая авиация (сокращённо СЛА) — категория пилотируемых летательных аппаратов (сверхлёгких самолётов, вертолётов и так далее), максимальная взлётная масса и скорость сваливания у которых не превышает определённых значений, устанавливаемых местными авиационными властями.
Количество пассажиров — не больше одного или двух. Парашюты, воздушные шары и аэростаты, а также модели (планёры или радиоуправляемые) летательных аппаратов к сверхлёгкой авиации не относятся.

## Терминология
Также аббревиатура «СЛА» может обозначать «сверхлёгкий летательный аппарат». Аббревиатура встречается в обоих смыслах, как в разговоре, так и в официальной речи, документах и терминологии. Подходящее значение, как правило, легко определить по контексту.
Существует также аббревиатура и понятие «СВС» (сверхлёгкое воздушное судно). ВС данного типа обладают предельно малой массой и являются самыми лёгкими летательными аппаратами из всех существующих категорий.

## История
Классификация лёгких и сверхлёгких самолётов менялась со временем. По системе, принятой в Союзе ССР в 1925 году, к авиеткам или авиамотоциклеткам (маломощным самолётам) относили машины с моторами до 35 л. с.. Впоследствии граница между классами последовательно поднималась до 100 и 300 л. с..
Понятие «сверхлёгкая авиация» появилось в Союзе ССР в 1973 году. Аббревиатура СЛА и само название сверхлёгкая авиация была введена одним из основателей частных полётов в Союзе ССР Козьминым Виктором Владимировичем.

## СЛА в России
В соответствии с Федеральными авиационными правилами (от 18 июня 2003 года, с правками в 2005 году), и Воздушного кодекса Российской Федерации, начиная с редакции от 18.07.2006 № 114-ФЗ, сверхлёгким называется аппарат (воздушное судно) имеющий:
- максимальную взлётную массу не более 495 кг (без учёта веса авиационных средств спасания);
- максимальная калиброванная скорость сваливания (минимальная скорость полёта) у него не более, чем 65 км/ч.

Кроме того, они разделяются на безмоторные (дельтаплан, параплан) и моторные (дельталет, мотодельтаплан, мотопараплан, автожир, микросамолёт и тому подобное).
Сверхлёгкие воздушные суда с массой конструкции 115 кг и менее (без учёта веса авиационных средств спасения) государственной регистрации не подлежат.

## В мире
В течение поздних 1970-х и ранних 1980-х годов многие люди стремились к тому, чтобы полёты стали доступнее. В результате многие авиационные власти создали определение для лёгкого, медленно летающего самолёта, который требовал минимального их вмешательства. Как следствие, самолёты, которые часто называют ultralight (ультралайт) или microlight (микросамолёт), имеют разные скоростные и весовые лимиты в разных странах.
Эти правила также позволяют иметь добавочные 10 % от максимального взлётного веса аппарата для гидросамолётов и амфибий, и, в некоторых государствах (например Германии и Франции), также позволяют добавлять ещё 5 % от максимального взлётного веса при установке спасательного парашюта.
Правила, регулирующие безопасность и используемые для допуска к полётам сверхлёгких самолётов, сильно различаются в разных государствах; они наиболее строги в Великобритании, Италии, Швеции и Германии, и их почти нет во Франции и Соединённых Штатах. Несоответствие этих правил является препятствием как для международной торговли, так и для международных полётов. Кроме того, поскольку эти правила неизменно относятся к дополнениям к ICAO, это значит, что они не являются международно признанными.
В наиболее богатых государствах микросамолёты или сверхлёгкие самолёты сейчас составляют значительную часть гражданского воздушного флота. Для примера, в Канаде сверхлёгкие самолёты составляют 18 % от общего количества гражданских зарегистрированных самолётов. А, например, в США, где нет регистрации сверхлёгких самолётов, вообще неизвестно общее их количество.
В странах, где нет специальных правил для сверхлёгких самолётов, они считаются обычными самолётами и требования сертификации касаются и самолёта и пилота.
Ultralight-ом обычно называется сверхлёгкий самолёт в Великобритании и Новой Зеландии; ULM их называют во Франции и Италии; СЛА их называют у нас. В некоторых государствах различают управляемые сдвигом веса самолёты и управляемые аэродинамически по трём осям самолёты (первые называют microlight, последние — ultralight).
В США лёгкие спортивные самолёты сходны с теми, что в Великобритании и Новой Зеландии называют микросамолётами в определении и лицензировании, а класс «ultralight» в США свой собственный.

### Австралия
В Австралии Спортивный/для отдыха самолёт должен иметь:
- максимальный взлётный вес 540 кг или меньше;
- скорость сваливания около 83 км/ч в посадочной конфигурации и
- максимальную вместимость — два человека.

В Австралии сверхлёгкие самолёты определяются как одно- или двухместные, управляемые сдвигом веса самолёты, с максимальным взлётным весом 450 кг, как это указывается в их основных правилах. В Австралии микросамолётами называют также мотодельтапланы, хотя они и отличаются от маленьких самолётов, которые также называют ultralight-ами.
В Австралии микросамолёты и их пилоты могут быть зарегистрированы как в федерации дельтапланеризма Австралии (HGFA), так и в авиации для отдыха в Австралии (RA Aus). В любом случае, за исключением одноместных микросамолётов домашней постройки, микросамолёты или мотодельтапланы регулируются общими правилами гражданской авиации.

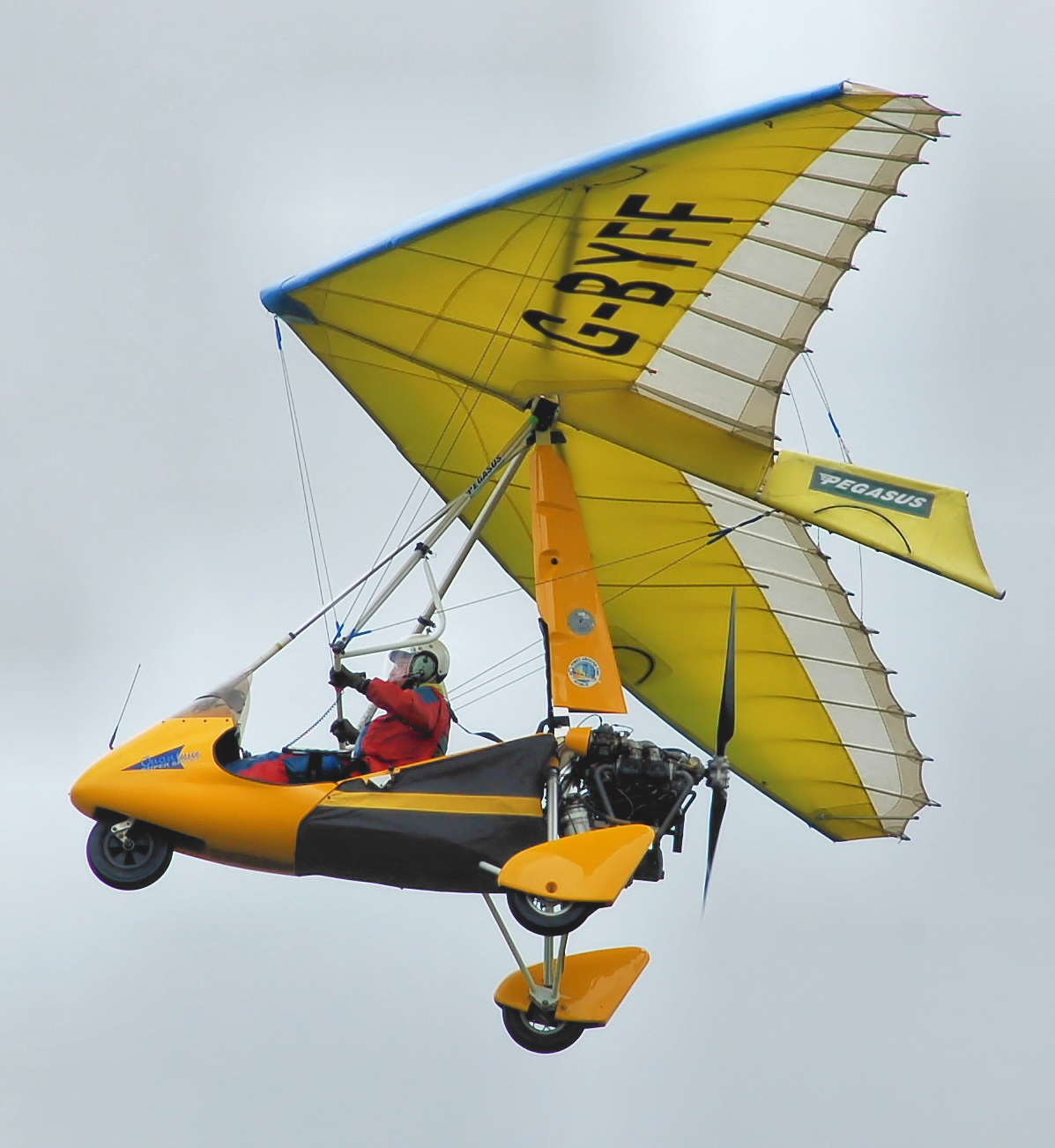
Pegasus Quantum 145—912 мотодельтаплан

### Бразилия
В Бразильских общих авиационных правилах (RBHA 103A) сверхлёгкий самолёт определяется так: «это весьма лёгкий управляемый экспериментальный самолёт, используемый, в основном, для спорта или отдыха в течение светлого времени суток при нормальной видимости с максимальной вместимостью 2 человека и со следующими характеристиками:
- Один мотор с обычным двигателем (внутреннего сгорания) и один пропеллер;
- Максимальный взлётный вес равный или меньший чем 750 кг; и
- Калиброванная скорость сваливания (CAS), при выключенном двигателе и посадочной конфигурации (Vso) равна или меньше чем 83 км/ч.»

### Канада
В канадских авиационных правилах определяются два типа сверхлёгких самолётов: базовые ultralight (BULA), и продвинутые ultralight (AULA). Лёгкие спортивные самолёты США подобны, и они базируются, на канадских AULA. AULA могут действовать на контролируемом аэропорту без предварительной договорённости. Для полётов на обоих типах сверхлёгких самолётов в Канаде требуются допуск пилота сверхлёгкой авиации, который запрашивается и у наземных лётных школ, и у лётных инструкторов этих школ, проводящих совместные или одиночные полёты под их наблюдением. Сверхлёгкие самолёты могут действовать с земли или воды, но перевозить пассажира на них можно, только если пилот имеет некий рейтинг (Aeroplane Passenger Carrying Rating) и самолёт входит в класс AULA.

### Европа
Определение микросамолёта в соответствии с европейскими авиационными правилами таково: это самолёт имеющий не более, чем 2 места, максимальная калиброванная скорость сваливания (Vso) у него 65 км/ч, и максимальный взлетный вес у него не более чем:
- 300 кг для наземного одноместного самолёта; или
- 450 кг для наземного двухместного самолёта; или
- 330 кг для одноместной амфибии или водного самолёта на поплавках; или
- 495 кг для двухместной амфибии или самолёта на поплавках, которая может действовать как с земли, так и с воды, причём её вес может быть меньше обоих пределов по мере необходимости.

Аппараты взлетающие с помощью мускульной силы исключены из этого определения.

### Индия
В Индии микросамолёты имеют следующие характеристики:
- двухместный самолёт имеющий максимальный взлётный вес не более, чем 450 кг без спасательного парашюта и 472,5 кг с ним.
- скорость сваливания меньше, чем 80 км/ч
- максимальная скорость меньше чем 220 км/ч
- имеют одно и два места
- имеют один двигатель, возвратно-поступательный, роторный или дизельный
- пропеллер фиксированного шага или с шагом регулируемым на земле
- негерметичная кабина
- площадь крыльев больше, чем 10 квадратных метров
- фиксированное шасси, за исключением водных самолётов или планеров.

Индийские СЛА требуется регистрировать, периодически проходить проверки состояния самолёта и получать текущее разрешение на полет, которое требуется обновлять ежегодно.

### Латвия
В Латвии сверхлёгкие самолёты начало производить ООО «Pelegrin», открытое в 2012 году Гордость Pelegrin – сверхлёгкий самолёт Millennium Master, максимальная скорость которого составляет 390 км/ч, тогда как аналогичные самолёты других производителей могут достигать скорости не более 320 км/ч.

### Новая Зеландия
В Новой Зеландии ultralight разделяются на два класса, базирующихся на числе мест в самолёте (одно или два). Все микросамолёты требуют прохождения предписанного тестирования на выносливость самолёта при первом полёте и все микросамолёты должны иметь минимальный набор приборов для указания воздушной скорости (исключая мотопарапланы), высоты и магнитного курса.

#### Класс 1
Одноместный самолёт с максимальным взлётным весом 544 кг для наземного самолёта или 579 кг для водного самолёта или амфибии, скорость сваливания в посадочной конфигурации 83 км/ч или меньше. Самолёт требует регистрации и проверок его состояния, но не требует разрешения на полёты.

#### Класс 2
Двухместный самолёт с максимальным взлётным весом 544 кг для наземного самолёта или 614 кг для водного самолёта или амфибии, со скоростью сваливания 83 км/ч или меньше в посадочной конфигурации. На этом самолёте должны быть выполнены стандарты допуска, которые могут быть как иностранными стандартами, так и стандартами, которые могут быть сочтены приемлемыми, или при помощи временного разрешения на полет, проводятся тестирования различных режимов самолёта. Самолёт требует регистрации, ежегодной проверки его состояния и текущего разрешения на полет.

### Великобритания
В Великобритании правила определяют ultralight как самолёт не более чем на двух человек, с максимальным взлётным весом не превышающем:
- 300 кг для одноместного наземного самолёта
- 390 кг для одноместного наземного самолёта для которого есть разрешение на полёты или действующий сертификат лётной годности
- 450 кг для двухместного наземного самолёта
- 330 кг для одноместной амфибии или водного самолёта
- 495 кг для двухместной амфибии или водного самолёта

Микросамолёт также должен иметь нагрузку на крыло не выше, чем 25 кг на квадратный метр или калиброванная скорость сваливания при максимальном весе не более, чем 65 км/ч. Всё английские зарегистрированные самолёты (с аэродинамическим управлением по трём осям или же с мягким крылом) попадающие в эти параметры это сверхлёгкие самолёты.
Для полётов на сверхлёгком самолёте в Англии требуется лицензия.

### США
В США FAA определяет сверхлёгкие самолёты сильно отлично от большинства других стран. Правительственные правила в США (FAR 103) определяют «ultralight» с двигателем, как одноместное средство транспорта с запасом топлива меньше, чем 19 литров, сухим весом не более, чем 115 кг, верхним пределом скорости 102 км/ч и скоростью сваливания не превышающей 45 км/ч. Ограничения включают полёт только в течение дня и с непопулярных площадок. А «ultralight» без двигателя (дельтаплан, параплан и т. п.), ограничен весом 70 кг с дополнительным весом, если есть поплавки или тому подобное или спасательный парашют.
В 2004 году FAA ввело категорию лёгких спортивных самолётов, которая повторяет категорию сверхлёгких самолётов в некоторых других странах.
В США отсутствие лицензии или тренировки закреплено в законе для сверхлёгких самолётов, но тренировка весьма полезна. Для пилотов лёгких спортивных самолётов требуется сертификат.
Сверхлёгкие самолёты представляющие американскую ассоциацию сверхлёгкой авиации (USUA), представляют часть спорта США, поскольку эта ассоциация связана с FAI.

## Типы самолётов
Пока сверхлёгкие самолёты — это самолёты, с одной стороны, возвращающие нас в ранние 1900 годы (например Santos-Dumont Demoiselle), и, с другой стороны, три новых поколения сверхлёгких самолётов с неподвижными крыльями, которые различаются в основном по типу их структуры.
Первое поколение современных сверхлёгких самолётов это были в основном дельтапланы с небольшими двигателями закреплёнными на них, для создания тяги (мотодельтаплан). Крылья на них были гибкими, с расчалками и подкосами, и управлялся подобный аппарат сдвигом веса пилота под крылом.
Второе поколение сверхлёгких самолётов появилось в середине 70-х. Они были спроектированы как самолёты с двигателем, но на них оставались подкосы и расчалки и, обычно, крыло с одной поверхностью. Большинство из них имело 2-осевую систему управления, с рычагом управления или стиком, которые управляли рулём высоты и поворота. Эти самолёты не имели элеронов, так что не было прямого контроля углом наклона при повороте. Некоторые подобные схемы использовали спойлеры наверху крыла и педали для руля направления, например, двухосевой сверхлёгкий самолёт «Pterodactyl Ascender» или «Quicksilver MX».
Третье поколение сверхлёгких самолётов, появившихся в ранние 80-е годы, имело отсоединяемое цельное крыло и структуры планера. Почти все они использовали 3-осевую систему управления, которая используется стандартными самолётами, и пользуется наибольшей популярностью. Третье поколение включает марки «T-Bird», «Kolb» и «Challenger».
Есть, кроме того, несколько типов самолётов, которые классифицируются как сверхлёгкие самолёты, но не имеют жёсткого крыла. Они включают:
- Мотодельтаплан — подвеска с мотором у дельтаплана, позволяющая стартовать с ног.
- Управляемый весом дельталёт — в то время как первое поколение сверхлёгких самолётов также управлялось сдвигом веса, большинство из современных управляемых весом сверхлёгких самолётов имеют крыло, подобное дельтаплану, ниже которого расположена трехколёсная тележка, которая несёт двигатель и людей. Эти аппараты управляются положением бара, также как и дельтаплан. Они обычно имеют очень хорошую скороподъёмность и идеальны для полётов с ограниченных взлётных площадок, но они более медленны, чем другие типы ультралайтов с неподвижными крыльями.
- Мотопараплан — у человека двигатель расположен за спиной, крыло как у параплана и старт с ног.
- Паралёт — тележка с расположенным на ней двигателем и с парапланерным крылом, она и является собственно самолётом. Достоинства и недостатки похожи на мотодельтапланерные, только скорость ещё меньше и возможны сложности со стартом (и сложения в полете).
- Автожир — тележка с двигателем, как у мотодельтаплана, но вместо крыла вращающийся от набегающего потока воздуха горизонтальный винт (как у вертолёта). Этот винт вращается в режиме авторотации и создаёт подъёмную силу. Большинство из автожиров базируются на модели «Bensen B-8».
- Вертолёт — это одноместные или двухместные вертолёты, которые попадают в категорию сверхлёгких самолётов в таких странах как Новая Зеландия. Однако некоторые схемы попадают в более ограниченную категорию сверхлёгких самолётов определённую в США. Например экспериментальный Martin Jetpack.
- Аэростат — их много в США и их также было много построено в последние годы во Франции и Австралии. Некоторые аэростаты рассчитаны только на одного человека, другие могут перевозить и пассажиров в корзине.

## Электрические сверхлёгкие самолёты
Исследования, проведённые в последние годы, показывают, что возможно заменить двигатели внутреннего сгорания на сверхлёгких самолётах на электрические двигатели, таким образом получается электрический самолёт. Возможно, сейчас где-то пытаются организовать производство таких двигателей и батарей для некоторых сверхлёгких аппаратов. Это развитие мотивируется стоимостью и заботой об охране окружающей среды. Во многих случаях применение электрических двигателей для сверхлёгких самолётов даёт хорошие результаты, ведь такие самолёты имеют небольшую мощность и, иногда, могут и парить на восходящих потоках (тогда двигатель им не нужен совсем).
В 2007 году компания «ElectraFlyer» начала поставлять набор для перевода мотодельтаплана на электрическую тягу. Двигатель 18 л. с. весит всего 12 кг и его эффективность 90 % как заявляет его конструктор Randall Fishman. Батареи литий-полимерные на 5,6 kW*h, которые позволяют летать в течение около 1,5 часов. Стоимость такого двигателя с батареями в США от $8285 до $11285. Компания заявляет, что перезарядка батарей стоит всего 60 центов.

## Производители сверхлёгких самолётов
| - Ace Aviation - Aeroprakt - Aerospool - Aero Consult Light Aircraft - Air Creation - Aviasud Engineering - Avid Aircraft - Beaujon Aircraft Belite Aircraft - Comco Ikarus - Corvus Aircraft - CGS Aviation - DynAero - Electric Aircraft Corporation - Evektor-Aerotechnik - Fantasy Air - FK Lightplanes - Flight Design - FlyFBI - Flylab - Fly Synthesis - Hart Aero - Jabiru Aircraft - LISA Airplanes | - Loehle Aircraft - Micro Aviation NZ - Microlight Aviation - Millennium Aircraft - Murphy Aircraft - Pipistrel - P&M Aviation - Quad City Aircraft Corporation - Quicksilver Aircraft - Rainbow Aircraft - Raj Hamsa Ultralights - Rans Aircraft - Remos Aircraft - Solo Wings - SonexAircraft - Skyeton - Skyleader Aircraft - Spectrum Aircraft - Storm Aircraft - Titan Aircraft - Tecnam - Thruster Aircraft - Urban Air |

Кроме того к ним, можно добавить и российских производителей: от МАИ с их Авиатикой, и производителей некоторых других разборных лёгких самолётов и мотодельтапланов.

## Безмоторные СЛА
- параплан;
- дельтаплан;
- мускулолёт.

## Моторные СЛА
- микросамолёт (авиетка, авиамотоциклетка, сверхлёгкий самолёт);
- мотодельтаплан;
- дельталёт;
- мотопараплан
- паралёт (он же паратрайк; аэрошют);
- сверхлёгкий вертолёт;
- автожир.

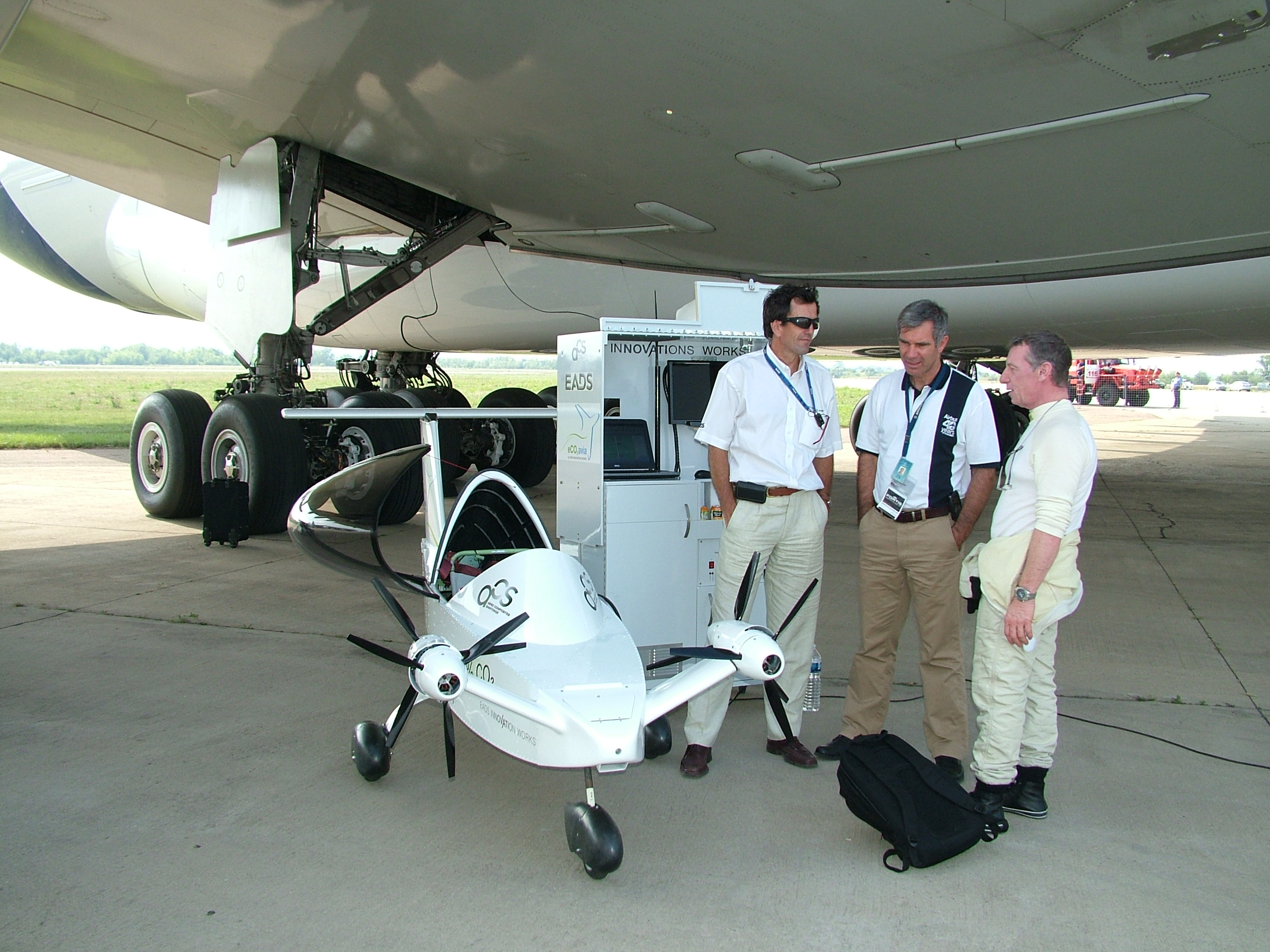
Кри-кри Коломбана — самый маленький двухмоторный самолёт
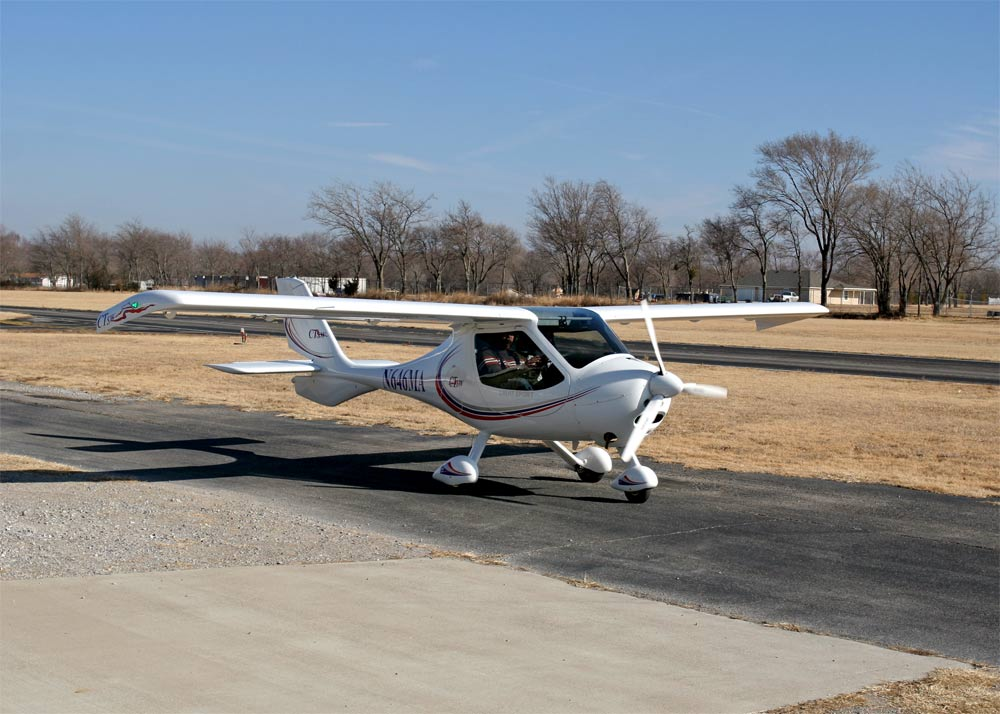
Flight Design CTSW
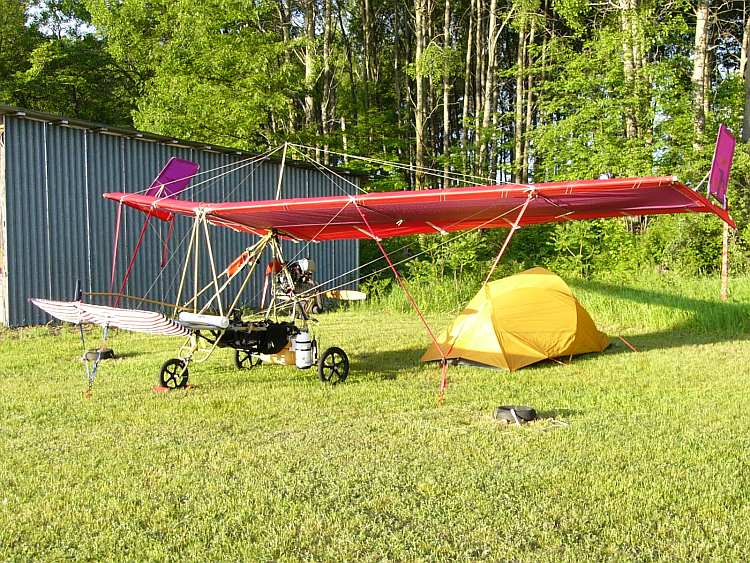
Произведённый в США Pterodactyl Ascender — сверхлёгкий самолёт, пригодный для полётов на выезде
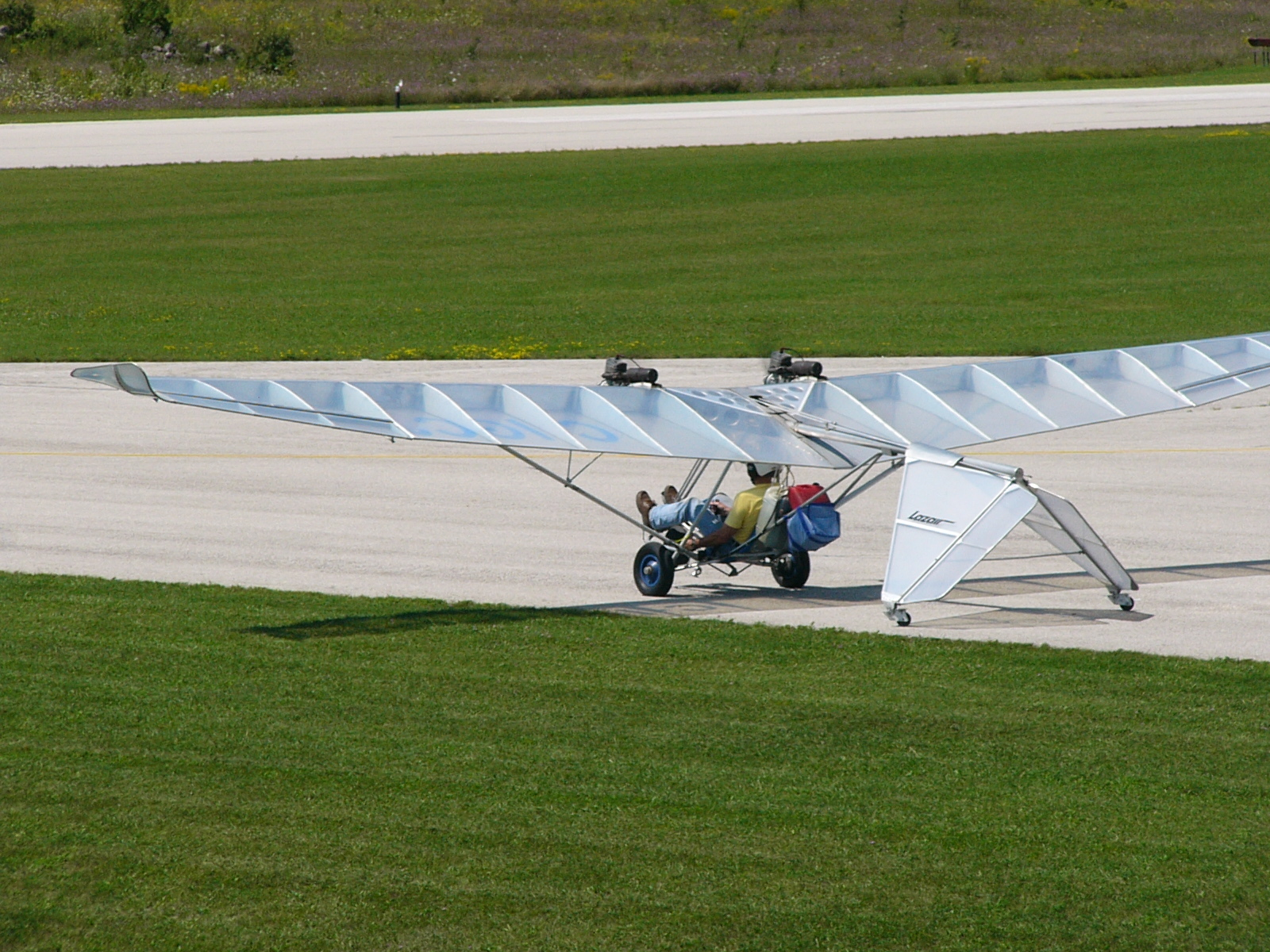
Канадский сверхлёгкий самолёт Lazair, покрытый майларом
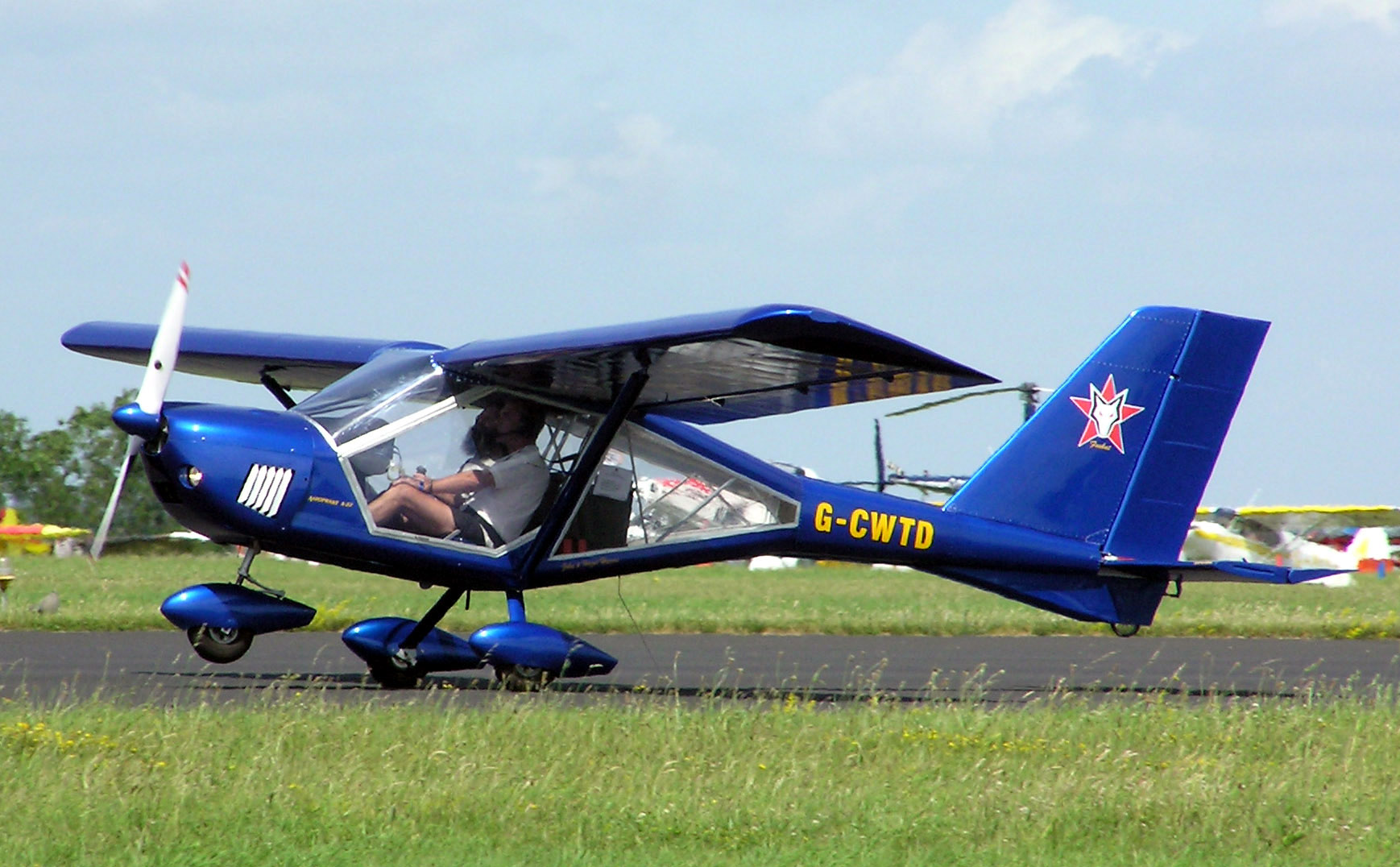
Aeroprakt A22 Foxbat с управлением по всем трём осям
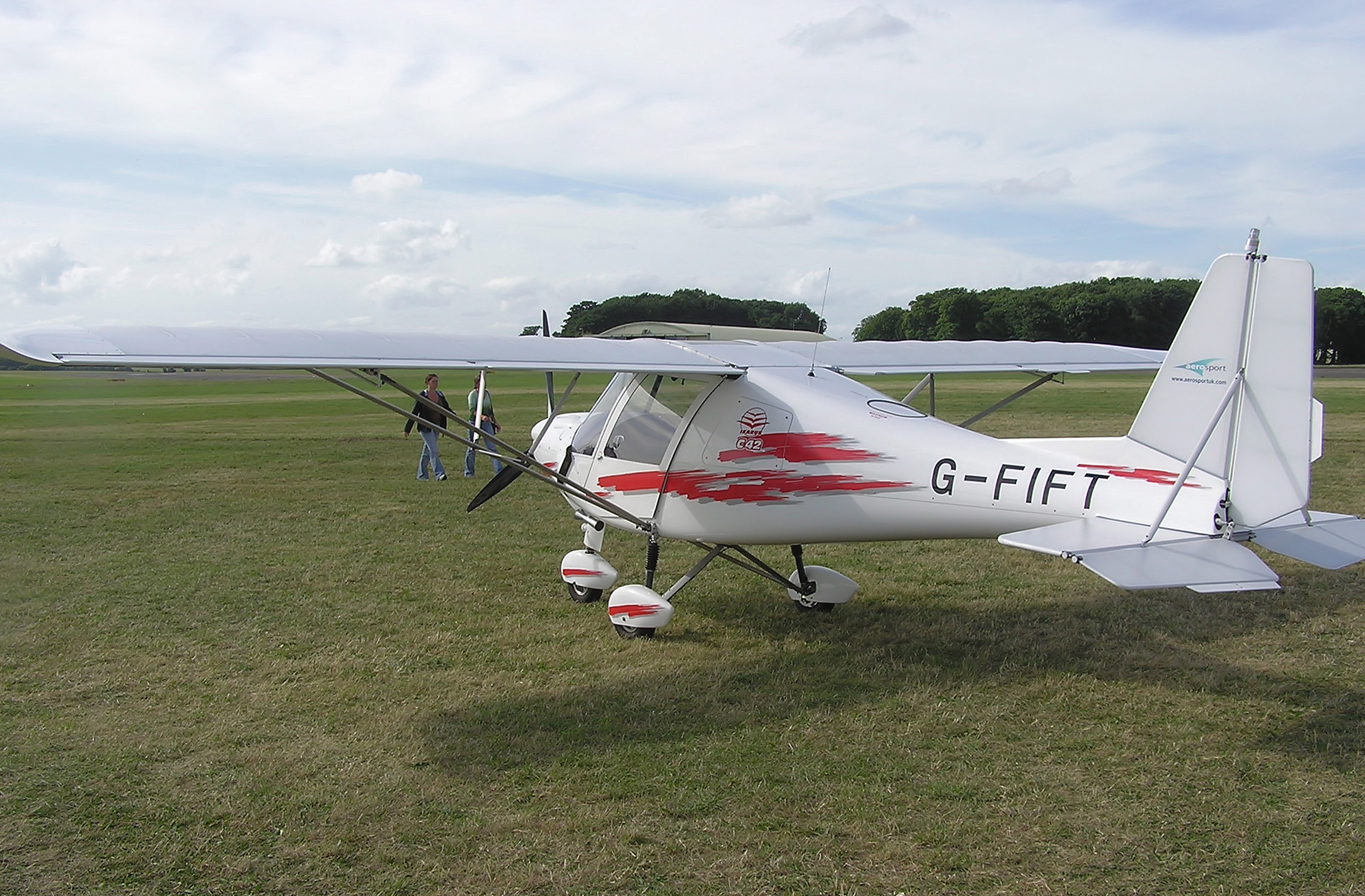
Ikarus C42, немецкий сверхлёгкий самолёт
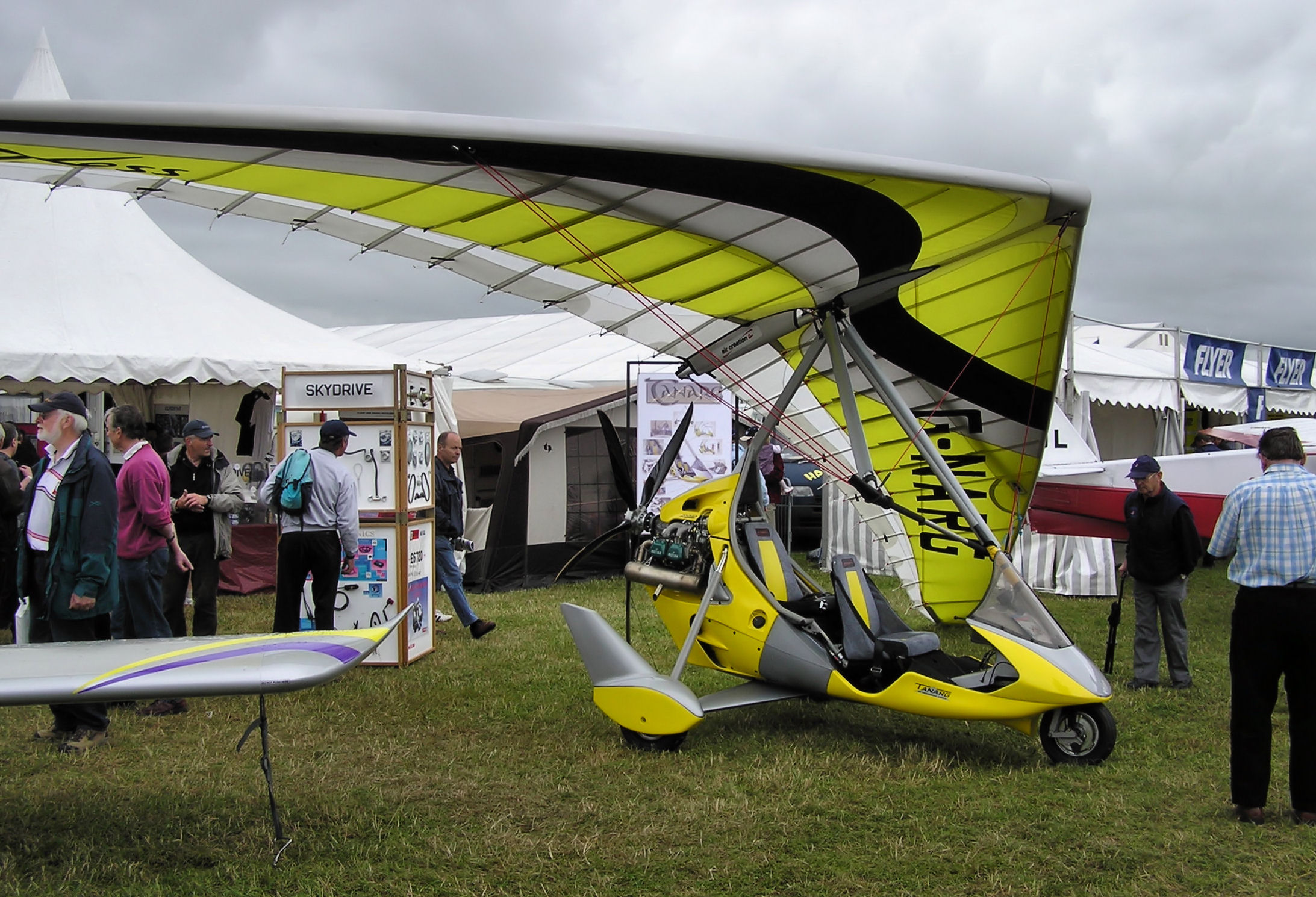
Tanarg — дельталёт, созданный в Air Creation
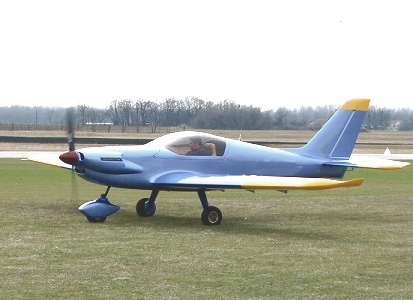
Phantom-MKI
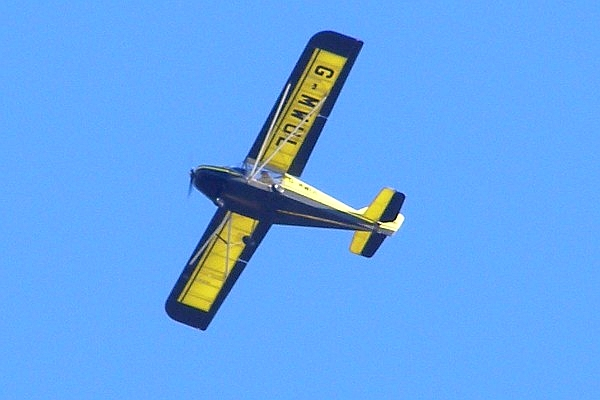
The Rans Coyote 2, классифицирован как сверхлёгкий самолёт в Бельгии
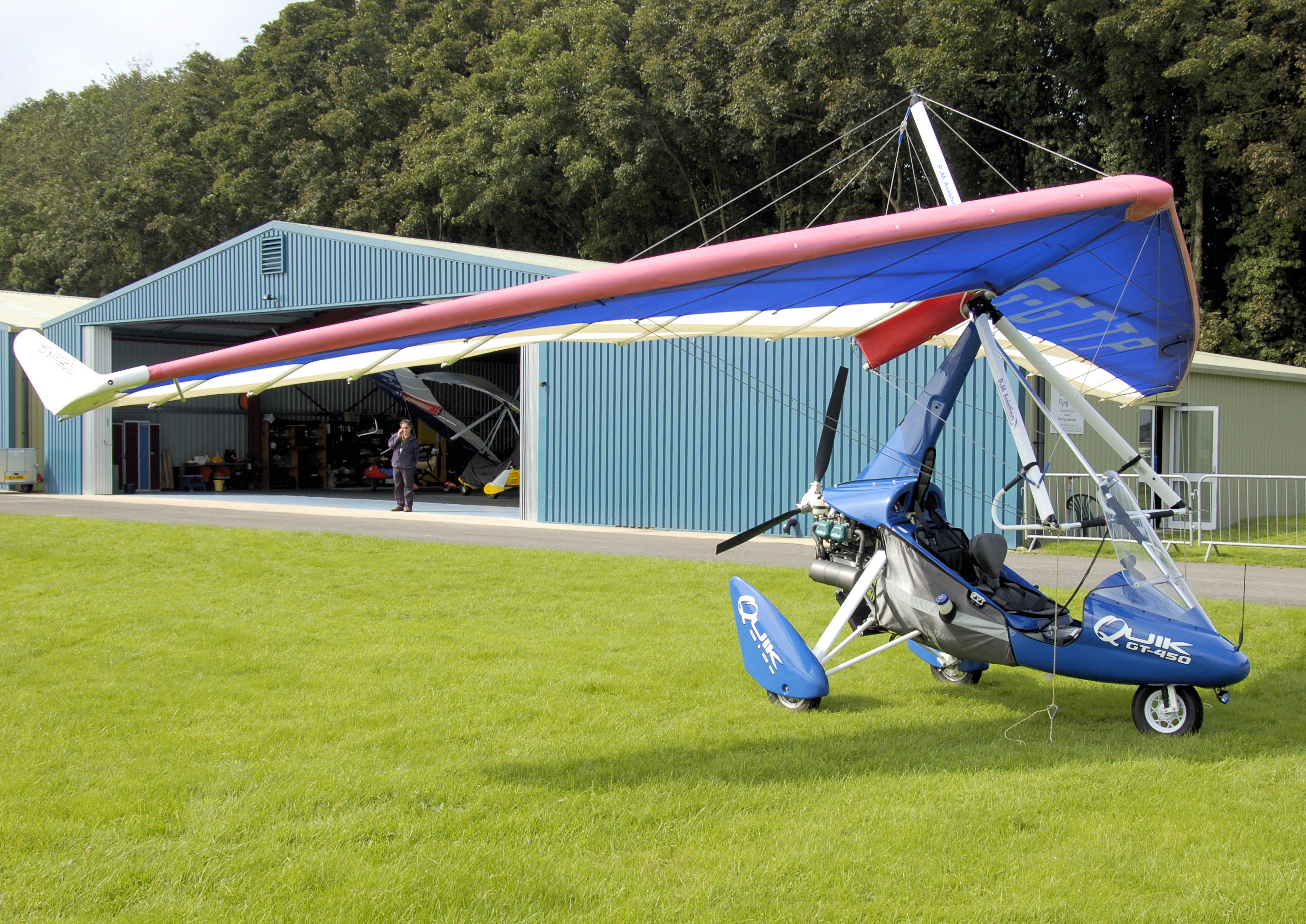
Дельталёт Quik GT450
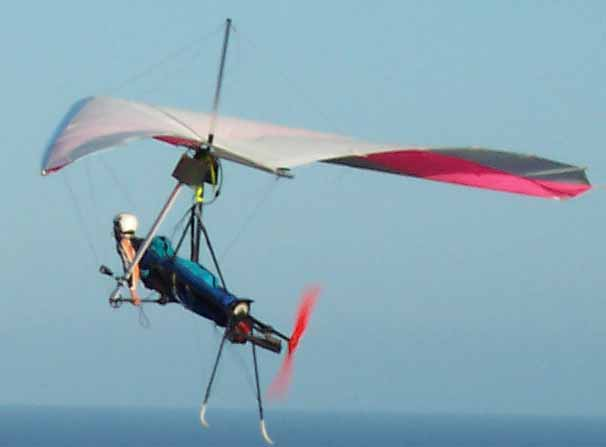
Мотодельтаплан
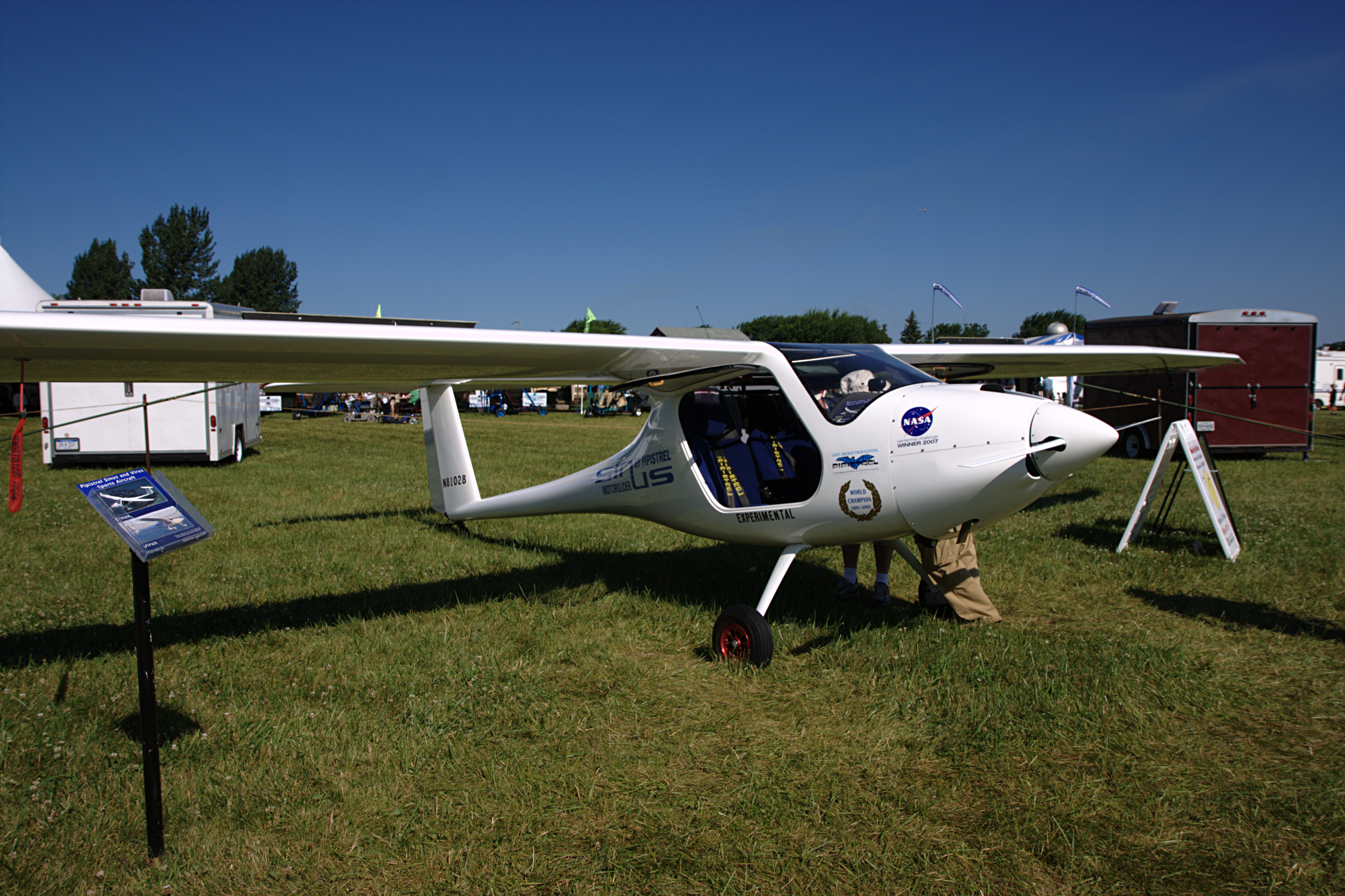
Pipistrel Sinus
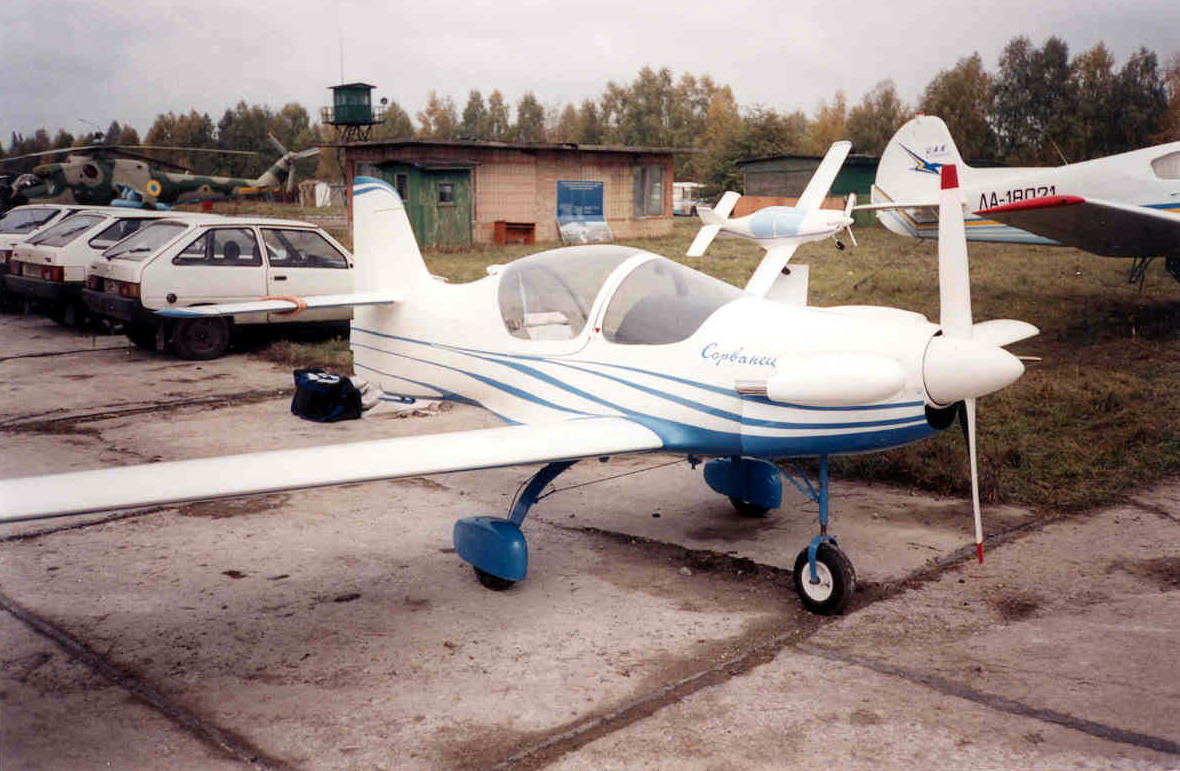
С-301 "Сорванец", заявлен как ультралёгкий тренировочный самолёт
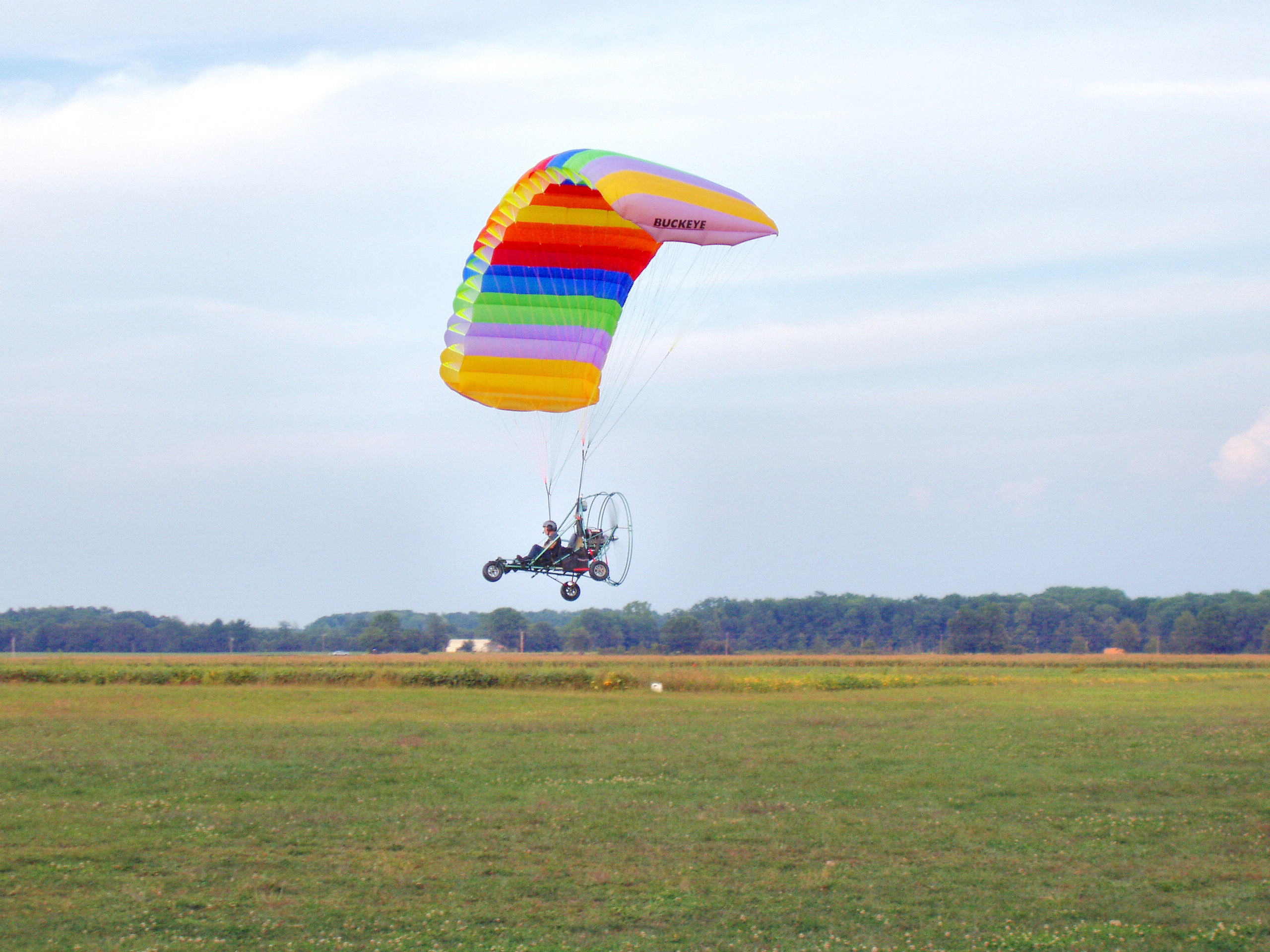
Паралёт
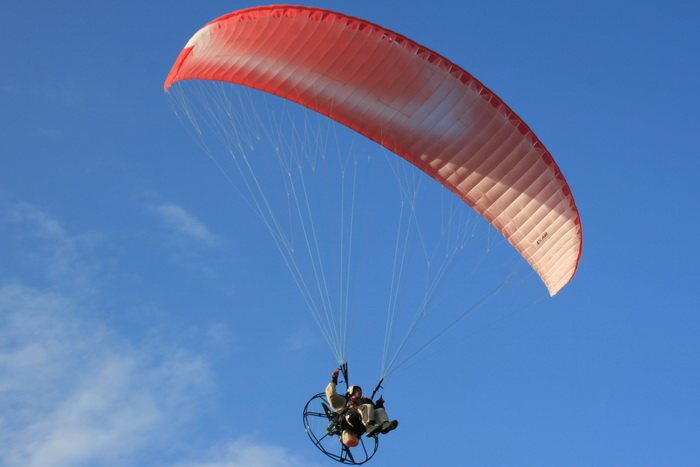
Мотопараплан X-125, мотопараплан EX-V компании EX-AIR.
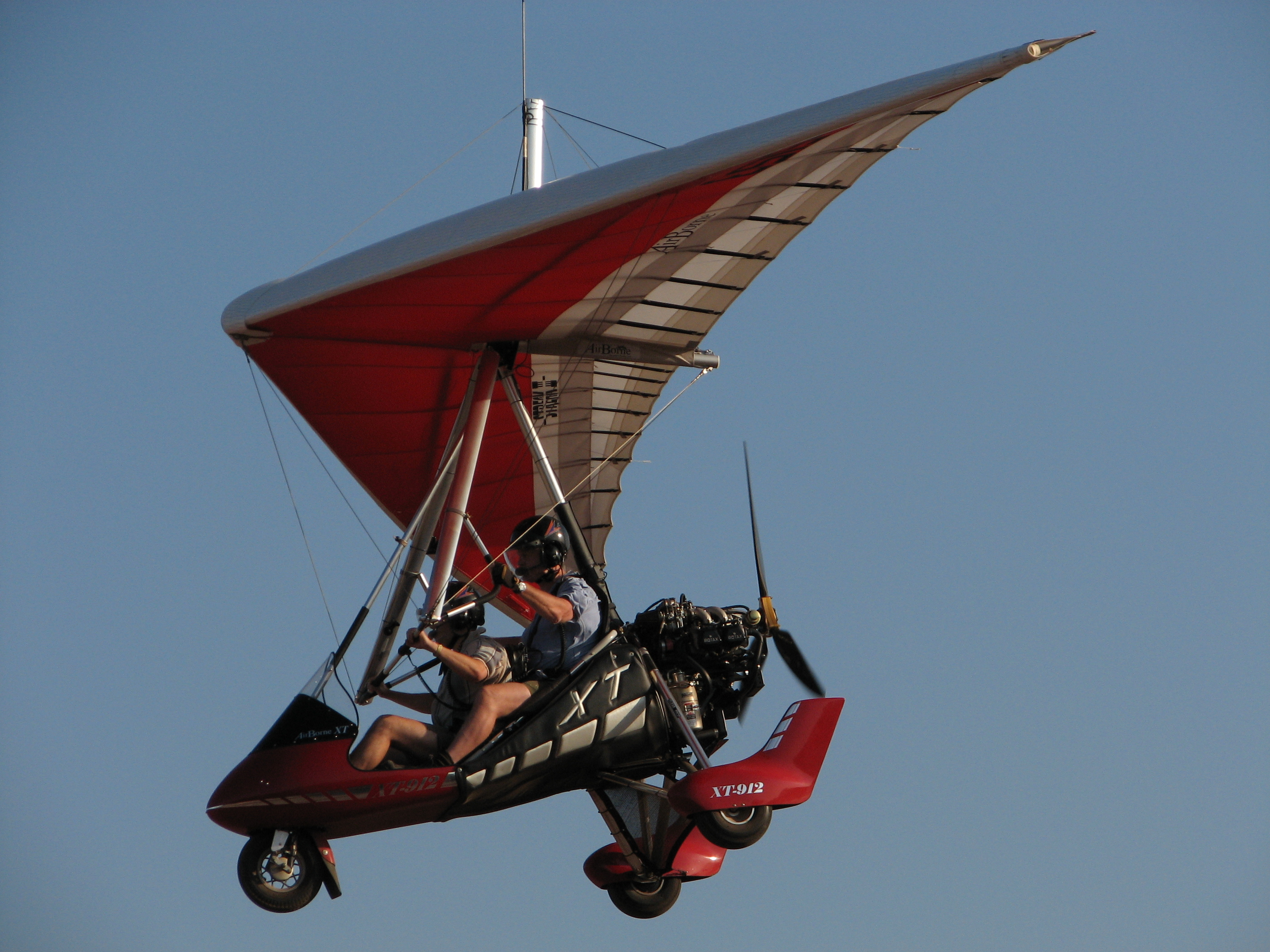
Ещё один дельталёт